# Unte Manis
Unte Manis is een bestuurslaag in het regentschap Padang Lawas Utara van de provincie Noord-Sumatra, Indonesië. Unte Manis telt 238 inwoners (volkstelling 2010).